# 일본 프로 야구 명구회
일반 사단법인 일본 프로 야구 명구회(일본어: 日本プロ野球名球会, 영어: Golden Players Club(GPC))는 일본 프로 야구에서 활약했던 전직 선수에 의한 법인격을 가진 단체이다. 통칭으로는 명구회(名球会 메이큐카이[*]) 라고 부른다.
1978년 7월 24일에 가네다 마사이치 중심으로 설립됐고, 쇼와 태생의 선수 또는 이전 선수들로 구성됐기 때문에 ‘쇼와 명구회’(昭和名球会)라고도 불리고 있지만 현재는 기록과 업적으로 가입 자격 요건을 채우면 헤이세이 시대에 태어난 사람도 가입할 수 있게 됐다.

## 개요
1978년 7월 24일에 임의 단체로서 발족됐다. 발족 당시의 회원은 18명이었는데 투수는 이나오 가즈히사, 가지모토 다카오, 가네다 마사이치, 고야마 마사아키, 스즈키 게이시, 미나가와 무쓰오, 무라야마 미노루, 요네다 데쓰야 등 8명이었고 야수는 에토 신이치, 에노모토 기하치, 오 사다하루, 다카기 모리미치, 도이 마사히로, 나가시마 시게오, 노무라 가쓰야, 하리모토 이사오, 히로세 요시노리, 야마우치 가즈히로 등 10명이었다. 1981년 9월 8일, 세법상의 이유로 주식회사로서 법인화하여 ‘주식회사 일본 프로 야구 명구회’(株式会社日本プロ野球名球会)로 개편됐다(대표이사는 가네다 마사이치, 이사는 오 사다하루, 나가시마 시게오). 명구회 사무소는 대표이사인 가네다 마사이치의 개인 사무소 ‘가네다 기획’(カネダ企画)내에 두고 있었다.
2009년, 명구회 조직의 기본 방향을 둘러싸고 창설자인 가네다와 일부 회원들이 대립하여 가네다는 대표이사직에서 사임했다. 후임으로 오 사다하루가 취임했고 사무소도 도쿄도 주오구 교바시의 빌딩으로 이전했다.
2010년 10월 15일에 일반 사단법인으로서 현재의 조직인 ‘일반 사단법인 일본 프로 야구 명구회’(一般社団法人日本プロ野球名球会)를 설립(이사장은 오 사다하루, 부이사장은 시바타 이사오, 이사는 스즈키 게이시, 나가시마 시게오, 히가시오 오사무, 야마다 히사시, 야마모토 고지)했다. 하지만 가네다는 이에 참여하지 않고 탈퇴했다. 주식회사로서의 법인은 2011년 2월 12일 주주총회에서 해체됐다.
2022년 12월 9일 기준으로 현재 직책은 아래와 같다.

### 구성원
- 이사장
  - 후루타 아쓰야
- 부이사장
  - 노무라 겐지로
  - 사사키 가즈히로
- 이사
  - 시바타 이사오
  - 히가시오 오사무
  - 다니시게 모토노부
  - 미야모토 신야
- 고문
  - 나가시마 시게오
  - 오 사다하루
  - 야마모토 고지

## 활동
1978년 설립 이래 ‘사회의 혜택을 받지 못한 사람들에게 환원하고 프로 야구의 저변 확대에 기여한다’라는 목적을 갖고 ‘야구 진흥’과 ‘사회 공헌’이라는 두 가지 분야에 있어 지속적인 활동과 더불어 사회 정세에 대응하는 새로운 활동에 적극적으로 매진하고 있다.

### 야구 진흥
‘프로 야구의 저변 확대에 기여’를 목적으로 하는 분야에서는 어렸을 때부터 야구에 대한 친근감을 느끼게 하며, 스스로 경기를 즐기는 사람들의 수를 늘리고, 프로 야구 팬의 확대와 프로 야구 선수가 되고 싶어하는 사람들의 동기 부여에 힘이 되게끔 회원의 영향력이 강하게 미치는 소년 야구 지도와 지원에 힘을 쓰고 있다.
일본 전국 각지에서 지자체, 교육위원회, 소년 야구팀, 기업 등에서의 의뢰에 따르고 우선 야구에 흥미를 갖게하기 위해 야구에 대한 친근감을 느끼도록 체험하는 ‘명구회 베이스볼 페스티벌’을 개최하고 있다. 거기에선 회원이 체험 지도하는 투구, 타격, 수비에 대해 진지하게 마주하는 어린이와 더불어 응원하러 온 형제, 부모, 조부모가 각자 시대의 히어로와의 만남을 통해 즐기게끔 만들고 있다. 그리고 야구를 잘하고 싶어하는 어린이에게는 회원이 직접 지도하는 ‘명구회 야구 교실’도 실시하고 있다. 여기서 투구, 타격, 수비 전문가가 어린이 한 사람 한 사람의 소리를 듣고 커뮤니케이션을 취하면서 지도하고 있다. 최근에는 글로벌화 되면서 해외에서도 야구를 즐기며 보급 활동을 하고 있는 사람들의 의뢰도 있어 현재 아시아 여러 나라(대한민국, 중화민국, 필리핀)의 회원들을 위해 현지의 어린이들을 지도하고 지원 행사도 하고 있다. 이 외에도 ‘명구회배’라는 이름이 들어간 소년야구대회의 개최 지원과 야구 용품이 부족한 지역의 어린이들에게 용품을 기증하고 있으며 또한 그라운드 외에서도 어린이 학생, 소년 야구팀, 소년 교도소 재소자들에게 회원이 직접 자신의 경험을 강연하는 등의 활동도 하고 있다.
1980년대에는 무라야마 미노루가 경영하던 ‘리젠트 파이스트’(リージェント・ファーイースト)와 제휴하여 ‘gpc’라는 브랜드의 야구 용품을 선보였고, 프로 야구에서도 다부치 고이치 등이 사용했다. 이후에도 데상트가 명구회 유니폼 지급 등을 지원하고 있다. 1990년대까지는 가슴에 페가수스 로고가 새겨져 있었고 흰색 바탕의 ‘타테지마 유니폼’(タテジマユニフォーム)을 야구 교실에서 착용했다.

### 사회 공헌
‘사회의 혜택을 받지 못한 사람들에게의 환원’을 목적으로 하는 분야에서는 모두가 안전하게 안심하고 야구를 즐길 수 있도록 보다 좋은 사회만들기 공헌을 목표로 사회적 약자들의 지원 활동을 중심으로 하면서 그 폭을 점차 확대하였다.
설립 당초부터 명구회 회원들의 인지도를 활용하여 자선 이벤트를 열어 지금까지 모은 금액을 기부하고 있다. 잘 알려진 이벤트는 연말 TV에서도 방송된 ‘명구회 자선 골프 대회’가 있으며 거기서 모인 금액은 현지의 사회사업단이나 사회 단체에 기부되었다. 최근에는 2011년 3월 11일에 발생한 동일본 대지진의 이재민 지원을 위한 토크쇼나 강연회를 개최해 모금 활동을 하고 있다. 이 밖에도 많은 자선 이벤트를 하고 있으며 점자 도서관이나 일본적십자사 등에 기부 활동을 지속적으로 하고 있다.
직접적인 지원 활동으로서 2012년 5월부터 동일본 대지진의 이재민이 거주하고 있는 임시 주택을 회원들이 방문해 교류를 위한 ‘마음의 치유’ 활동을 유엔의 벗 Asia-Pacific과 공동으로 진행하고 있다. 2012년 7월에는 명구회가 대한민국과의 국제 친선 차원에서 한국프로야구 OB단체인 일구회와 공동으로 청각장애를 앓는 소년들에게 야구 클리닉과 7월 20일 잠실야구장에서 한일 프로 야구 레전드매치를 개최해 대한민국의 야구 팬들을 즐겁게 했다. 또한 기념 사업이나 연수회의 바람대로 지역주민, 자위대원, 기업인들, 선수, 감독으로서 경험한 기록이나 승부, 지휘봉에 얽혀있는 이야기 등 많은 강연을 열어 교훈을 전하고 있다.

## 가입 자격
명구회는 이하의 자격 요건을 채운 다음 가입 의사를 표시하면 가입할 수 있다. 참가는 어디까지나 임의로 하며, 가입할지 어떨지는 본인의 의사에 의한다. 국적은 물론 가입 자격을 충족시켜 참가 자격을 채우면 외국인 선수나 전직 선수도 가입할 수 있다. KBO 리그와 대만 프로 야구, 미일 독립 리그 등 NPB·MLB 이외의 기록은 포함되지 않는다. 또 NPB·MLB라도 춘계 비공식 경기(시범 경기)나 포스트시즌 기록은 적산 대상에서 제외된다.
2025년 시점에서의 가입 자격은 다음과 같다.
- 일본 야구 기구의 선수 또는 전직 선수
- 쇼와 시대(1926년 12월 25일 ~ 1989년 1월 7일) 태생 이후[3]
- 미일 통산(NPB, MLB 합산)으로 다음 중 하나를 달성한다. 단 NPB에서의 기록을 시작점으로 한다.[주 4]
  - 투수(통산 200승 이상 혹은 통산 250세이브 이상)
  - 야수(통산 2000안타 이상[4])
- 2019년부터는 기록에 있어서 위의 가입 자격에는 충족되지 않았지만 이사회에서 추천을 받은 선수에 대해 회원의 4분의 3 이상이 찬성하면 특례 기준으로 회원이 될 수 있어 2022년 12월 9일에 우에하라 고지와 후지카와 규지의 특례 가입이 허용됐다.

### 가입 자격의 변천

#### 창립 초기의 가입 자격
- 1978년 창설 초기의 회원 자격은 다음과 같았다. ※외국인 선수들도 이 조건을 충족시켜 가입 의사를 표시하면 가입 허용을 당시부터 공표했다.
  - NPB 선수 또는 전직 선수
  - 쇼와 시대 태생
  - NPB에서 다음 중 하나를 달성
    - 통산 200승 이상
    - 통산 2000안타 이상

- 2003년 12월, 투수의 분업화와 메이저 리그에 진출하는 일본인 선수가 증가하는 것을 두고 통산 250세이브 이상에서도 가입을 인정하는 것과 MLB에 이적함으로써 NPB에서의 기록을 늘릴 수 없게 되는 일본인 선수를 구제하기 위한 미일 통산(MLB와 NPB의 성적을 합산)으로 한다는 가입 자격을 확대하기로 결정했다.

- 2012년, MLB만으로 기록을 달성하거나 일본에 진출하여 NPB에서 미일 통산 2000안타 이상을 달성하는 선수[주 5]의 취급에 대해 애매한 상황이 지속되면서 이를 해소하기 위해 ‘명구회 가입 자격에 있어서는 미일 통산과 일미 통산을 구별한다’는 것이 정해지면서 일본 프로 야구에서의 기록을 시작점으로 한다라는 문언이 가입 자격으로 추가됐다. 또한 동시에 헤이세이 시대에 태어난 프로 야구 선수가 탄생함에 따라, 생년에 의한 제한도 쇼와 시대 이후 태생으로 개정됐다.[주 6]

- 2019년 12월 10일, 로테이션 제도 확립 등의 요인으로 타자에 비해 ‘통산 200승’ 달성이 어려운 상황에서 가입 자격을 모두 충족하지 못한[5][6][7] 선수의 가입을 인정하는 ‘특례 범위’를 신설하는 것으로 결의됐다. 향후 이사회에서 추천을 받은 선수가 총회의 자문을 받아 회원의 4분의 3 이상의 승인을 얻으면 가입을 인정받을 수 있게 됐다.[8][9]

- 또한 위에서 말한 바와 같이 가입 자격이 없더라도 이사회에서 추천받은 선수에 대해 회원 4분의 3 이상의 찬성을 얻게되면 특례 범위로 가입할 수 있도록 돼있으며, 2022년 12월 9일 총회에서 우에하라 고지와 후지카와 규지의 특례 가입자로 공식 발표했다.[10]

## 회원
새롭게 가입한 선수에 대해서는 선배 회원으로부터 명구회 블레이저 코트를 입혀주는 형식의 ‘명구회 블레이저 코트 증정식’이 이뤄지고 있다. 이전에는 기록 달성 시에 증정식이 거행됐지만, 후에 연맹이 주최하는 시상식에서도 이뤄지게 됐다.
회원 구성과 통산 성적은 다음과 같으며 50음순으로 나열돼 있다. 소속 구단의 굵은 글씨는 해당 구단에 소속될 당시에 달성했다는 것을 뜻한다.
투수 16명, 타자 48명, 명예회원 15명이며 데이터는 모두 2024년 시즌 종료 시점이다.
| 칼표 | 야구 전당 헌액자 | 이중 칼표 | 현역 선수 |

### 투수
- 자격: 통산 200승 이상, 통산 250세이브 이상

| 성명                                | 투 | 승수                 | 세이브수              | 달성일           | 달성 당시 연령 | 소속 구단                                            |
| ----------------------------------- | -- | -------------------- | --------------------- | ---------------- | -------------- | ---------------------------------------------------- |
| 이와세 히토키                       | 좌 | －                   | 407                   | 2010년 6월 16일  | 35세 7개월     | 주니치                                               |
| 에나쓰 유타카                       | 좌 | 206                  | -                     | 1982년 7월 2일   | 34세 1개월     | 한신 → 난카이 → 히로시마 → 닛폰햄 → 세이부           |
| 구도 기미야스                       | 좌 | 224                  | -                     | 2004년 8월 17일  | 41세 3개월     | 세이부 → 다이에 → 요미우리 → 요코하마 → 세이부       |
| 구로다 히로키                       | 우 | 203 (일 124 / 미 79) | -                     | 2016년 7월 23일  | 41세 5개월     | 히로시마 → LAD → NYY → 히로시마                      |
| 사사키 가즈히로                     | 우 | -                    | 381 (일 252 / 미 129) | 2000년 7월 16일  | 32세 4개월     | 다이요(요코하마) → SEA → 요코하마                    |
| 스즈키 게이시                       | 좌 | 317                  | -                     | 1977년 4월 26일  | 29세 6개월     | 긴테쓰                                               |
| 다카쓰 신고                         | 우 | -                    | 313 (일 286 / 미 27)  | 2003년 8월 16일  | 34세 8개월     | 야쿠르트 → CWS → NYM → 야쿠르트                      |
| 노모 히데오                         | 우 | 201 (일 78 / 미 123) | -                     | 2005년 6월 15일  | 36세 9개월     | 긴테쓰 → LAD → NYM → MIL → DET → BOS → LAD → TB → KC |
| 히가시오 오사무                     | 우 | 251                  | -                     | 1984년 9월 15일  | 34세 3개월     | 니시테쓰(다이헤이요, 크라운, 세이부)                 |
| 히라노 요시히사                     | 우 | -                    | 257 (일 249 / 미 8)   | 2023년 10월 2일  | 39세 6개월     | 오릭스 → AZ → SEA → 오릭스                           |
| 히라마쓰 마사지                     | 우 | 201                  | -                     | 1983년 10월 21일 | 36세 1개월     | 다이요                                               |
| 야마다 히사시                       | 우 | 284                  | -                     | 1982년 4월 29일  | 33세 9개월     | 한큐                                                 |
| 야마모토 마사히로 · (야마모토 마사) | 좌 | 219                  | -                     | 2008년 8월 4일   | 42세 11개월    | 주니치                                               |
| 요네다 데쓰야                       | 우 | 350                  | -                     | 1966년 8월 14일  | 28세 5개월     | 한큐 → 한신 → 긴테쓰                                 |

### 야수
- 자격: 통산 2000안타 이상

| 성명                     | 타 | 안타수                   | 달성일          | 달성 당시 연령 | 소속 구단                                                   |
| ------------------------ | -- | ------------------------ | --------------- | -------------- | ----------------------------------------------------------- |
| 아오키 노리치카          | 좌 | 2730 (일 1956 / 미 774)  | 2017년 6월 11일 | 35세 5개월     | 야쿠르트 → MIL → KC → SF → SEA → HOU → TOR → NYM → 야쿠르트 |
| 아키야마 고지            | 우 | 2157                     | 2000년 8월 18일 | 38세 4개월     | 세이부 → 다이에                                             |
| 아사무라 히데토          | 右 |                          | 2025년 5월 24일 | 34세 6개월     | 세이부 → 라쿠텐                                             |
| 아베 신노스케            | 좌 | 2132                     | 2017년 8월 13일 | 38세 4개월     | 요미우리                                                    |
| 아라이 다카히로          | 우 | 2203                     | 2016년 4월 26일 | 39세 2개월     | 히로시마 → 한신 → 히로시마                                  |
| 아라이 히로마사          | 좌 | 2038                     | 1992년 7월 8일  | 40세 2개월     | 난카이 → 긴테쓰                                             |
| 아라키 마사히로          | 우 | 2045                     | 2017년 6월 3일  | 39세 8개월     | 주니치                                                      |
| 아리토 미치요            | 우 | 2057                     | 1985년 7월 11일 | 38세 6개월     | 롯데                                                        |
| 이구치 다다히토          | 우 | 2254 (일 1760 / 미 494)  | 2013년 7월 26일 | 38세 7개월     | 다이에 → CWS → PHI → SD → PHI → 지바 롯데                   |
| 이시이 다쿠로            | 좌 | 2432                     | 2006년 5월 11일 | 35세 8개월     | 다이요(요코하마) → 히로시마                                 |
| 이나바 아쓰노리          | 좌 | 2167                     | 2012년 4월 28일 | 39세 8개월     | 야쿠르트 → 닛폰햄                                           |
| 우치카와 세이이치        | 우 | 2186                     | 2018년 5월 9일  | 35세 9개월     | 요코하마 → 소프트뱅크 → 야쿠르트                            |
| 오 사다하루              | 좌 | 2786                     | 1974년 8월 4일  | 34세 2개월     | 요미우리                                                    |
| 오시마 요헤이            | 좌 | 2044                     | 2023년 8월 26일 | 37세 9개월     | 주니치                                                      |
| 오가사와라 미치히로      | 좌 | 2120                     | 2011년 5월 5일  | 37세 6개월     | 닛폰햄 → 요미우리 → 주니치                                  |
| 가토 히데지              | 좌 | 2055                     | 1987년 5월 7일  | 38세 11개월    | 한큐 → 히로시마 → 긴테쓰 → 요미우리 → 난카이                |
| 가네모토 도모아키        | 좌 | 2539                     | 2008년 4월 12일 | 40세 0개월     | 히로시마 → 한신                                             |
| 기요하라 가즈히로        | 우 | 2122                     | 2004년 6월 4일  | 36세 9개월     | 세이부 → 요미우리 → 오릭스                                  |
| 구리야마 다쿠미          | 좌 | 2148                     | 2021년 9월 4일  | 38세 0개월     | 세이부                                                      |
| 고쿠보 히로키            | 우 | 2041                     | 2012년 6월 24일 | 40세 8개월     | 다이에 → 요미우리 → 소프트뱅크                              |
| 고마다 노리히로          | 좌 | 2006                     | 2000년 9월 6일  | 37세 11개월    | 요미우리 → 요코하마                                         |
| 사카모토 하야토          | 우 | 2415                     | 2020년 11월 8일 | 31세 10개월    | 요미우리                                                    |
| 시바타 이사오            | 양 | 2018                     | 1980년 8월 7일  | 36세 5개월     | 요미우리                                                    |
| 스즈키 이치로 · (이치로) | 좌 | 4367 (일 1278 / 미 3089) | 2004년 5월 21일 | 30세 6개월     | 오릭스 → SEA → NYY → MIA → SEA                              |
| 다쓰나미 가즈요시        | 좌 | 2480                     | 2003년 7월 5일  | 33세 10개월    | 주니치                                                      |
| 다나카 유키오            | 우 | 2012                     | 2007년 5월 17일 | 39세 5개월     | 닛폰햄                                                      |
| 다니시게 모토노부        | 우 | 2108                     | 2013년 5월 6일  | 42세 5개월     | 다이요(요코하마) → 주니치                                   |
| 도이 마사히로            | 우 | 2452                     | 1977년 7월 5일  | 33세 6개월     | 긴테쓰 → 다이헤이요(크라운, 세이부)                         |
| 도리타니 다카시          | 좌 | 2099                     | 2017년 9월 8일  | 36세 2개월     | 한신 → 지바 롯데                                            |
| 나카무라 노리히로        | 우 | 2106 (일 2101 / 미 5)    | 2013년 5월 1일  | 39세 9개월     | 긴테쓰 → LAD → 오릭스 → 주니치 → 라쿠텐 → DeNA              |
| 노무라 겐지로            | 좌 | 2020                     | 2005년 6월 23일 | 38세 9개월     | 히로시마                                                    |
| 하리모토 이사오          | 좌 | 3085                     | 1972년 8월 19일 | 32세 2개월     | 도에이(닛타쿠, 닛폰햄) → 요미우리 → 롯데                    |
| 히로세 요시노리          | 우 | 2157                     | 1972년 7월 1일  | 35세 10개월    | 난카이                                                      |
| 후쿠우라 가즈야          | 좌 | 2000                     | 2018년 9월 22일 | 42세 9개월     | 지바 롯데                                                   |
| 후쿠도메 고스케          | 좌 | 2450 (일 1952 / 미 498)  | 2016년 6월 25일 | 39세 1개월     | 주니치 → CHC → CLE → CWS → 한신 → 주니치                    |
| 후쿠모토 유타카          | 좌 | 2543                     | 1983년 9월 1일  | 35세 9개월     | 한큐                                                        |
| 후지타 다이라            | 좌 | 2064                     | 1983년 5월 3일  | 35세 6개월     | 한신                                                        |
| 후루타 아쓰야            | 우 | 2097                     | 2005년 4월 24일 | 39세 8개월     | 야쿠르트                                                    |
| 마에다 도모노리          | 좌 | 2119                     | 2007년 9월 1일  | 36세 2개월     | 히로시마                                                    |
| 마쓰이 가즈오            | 양 | 2705 (일 2090 / 미 615)  | 2009년 8월 15일 | 33세 9개월     | 세이부 → NYM → COL → HOU → 라쿠텐 → 세이부                  |
| 마쓰이 히데키            | 좌 | 2643 (일 1390 / 미 1253) | 2007년 5월 6일  | 32세 10개월    | 요미우리 → NYY → LAA → OAK → TB                             |
| 마쓰바라 마코토          | 우 | 2095                     | 1980년 4월 23일 | 36세 3개월     | 다이요 → 요미우리                                           |
| 미야모토 신야            | 우 | 2133                     | 2012년 5월 4일  | 41세 5개월     | 야쿠르트                                                    |
| 야마자키 히로유키        | 우 | 2081                     | 1983년 9월 18일 | 36세 8개월     | 도쿄(롯데) → 세이부                                         |
| 야마모토 고지            | 우 | 2339                     | 1984년 5월 5일  | 37세 6개월     | 히로시마                                                    |
| 알렉스 라미레스          | 우 | 2017                     | 2013년 4월 6일  | 38세 6개월     | 야쿠르트 → 요미우리 → DeNA                                  |
| 와카마쓰 쓰토무          | 좌 | 2173                     | 1985년 10월 9일 | 38세 5개월     | 야쿠르트                                                    |
| 와다 가즈히로            | 우 | 2050                     | 2015년 6월 11일 | 42세 11개월    | 세이부 → 주니치                                             |

### 특례 회원
위의 기록 안건을 충족하지 못했더라도 ‘명구회 가입 규정에 해당하는 기록 보유자’로서 특히 이사회의 추천을 받고 회원 4분의 3 이상의 찬성이 있으면 특례로 가입이 인정되는 제도가 2019년에 마련됐다.

#### 투수
| 성명          | 투 | 승수                 | 세이브수            | 가입 인정일     | 가입 당시 연령 | (최종)소속 구단 |
| ------------- | -- | -------------------- | ------------------- | --------------- | -------------- | --------------- |
| 우에하라 고지 | 우 | 134 (일 112 / 미 22) | 128 (일 33 / 미 95) | 2022년 12월 9일 | 47             | 요미우리        |
| 후지카와 규지 | 우 | 61 (일 60 / 미 1)    | 245 (일 243 / 미 2) | 2022년 12월 9일 | 42             | 한신            |

## 명예 회원
회원인 채로 사망한 회원은 ‘명예 회원’이 된다.
| 성명              | 투타 | 안타수 | 승수 | 달성일           | 달성 당시 연령 | 소속 구단                                  | 비고                             |
| ----------------- | ---- | ------ | ---- | ---------------- | -------------- | ------------------------------------------ | -------------------------------- |
| 이나오 가즈히사   | 우   | -      | 276  | 1962년 8월 25일  | 25세 2개월     | 니시테쓰                                   | 2007년 11월 13일 사망(향년 70세) |
| 에토 신이치       | 우   | 2057   | -    | 1975년 9월 6일   | 37세 11개월    | 주니치 → 롯데 → 다이요 → 다이헤이요 → 롯데 | 2008년 2월 28일 사망(향년 70세)  |
| 오시마 야스노리   | 우   | 2204   | -    | 1990년 8월 21일  | 39세 10개월    | 주니치 → 닛폰햄                            | 2021년 6월 30일 사망(향년 70세)  |
| 오스기 가쓰오     | 우   | 2228   | -    | 1981년 7월 21일  | 36세 4개월     | 도에이(닛타쿠, 닛폰햄) → 야쿠르트          | 1992년 4월 30일 사망(향년 47세)  |
| 가지모토 다카오   | 좌   | -      | 254  | 1967년 6월 6일   | 32세 1개월     | 한큐                                       | 2006년 9월 23일 사망(향년 71세)  |
| 가도타 히로미쓰   | 좌   | 2566   | -    | 1987년 8월 26일  | 39세 6개월     | 난카이 → 오릭스 → 다이에                   | 2023년 1월 24일 사망(향년 74세)  |
| 기타벳푸 마나부   | 우   | -      | 213  | 1992년 7월 16일  | 35세 0개월     | 히로시마                                   | 2023년 6월 16일 사망(향년 65세)  |
| 기누가사 사치오   | 우   | 2543   | -    | 1983년 8월 9일   | 36세 6개월     | 히로시마                                   | 2018년 4월 23일 사망(향년 71세)  |
| 고야마 마사아키   | 우   | -      | 320  | 1964년 8월 13일  | 30세 0개월     | 한신 → 도쿄(롯데) → 다이요                 | 2025년 4월 18일 사망(향년 90세)  |
| 다카기 모리미치   | 우   | 2274   | -    | 1978년 4월 5일   | 36세 8개월     | 주니치                                     | 2020년 1월 17일 사망(향년 78세)  |
| 나가시마 시게오   | 우   | 2471   | -    | 1971년 5월 25일  | 35세 3개월     | 요미우리                                   | 2025년 6월 3일 사망(향년 89세)   |
| 노무라 가쓰야     | 우   | 2901   | -    | 1970년 10월 18일 | 35세 3개월     | 난카이 → 롯데 → 세이부                     | 2020년 2월 11일 사망(향년 84세)  |
| 미나가와 무쓰오   | 우   | -      | 221  | 1968년 10월 6일  | 33세 3개월     | 난카이                                     | 2005년 2월 6일 사망(향년 69세)   |
| 무라타 조지       | 우   | -      | 215  | 1989년 5월 13일  | 39세 5개월     | 도쿄(롯데)                                 | 2022년 11월 11일 사망(향년 72세) |
| 무라야마 미노루   | 우   | -      | 222  | 1970년 7월 7일   | 33세 6개월     | 한신                                       | 1998년 8월 22일 사망(향년 61세)  |
| 야마우치 가즈히로 | 우   | 2271   | -    | 1967년 10월 14일 | 35세 5개월     | 마이니치(다이마이) → 한신 → 히로시마       | 2009년 2월 2일 사망(향년 76세)   |

## 탈퇴자
가네다 마사이치와 야자와 겐이치는 2010년에 일반 사단법인으로 전환될 당시에 참여하지 않고 얼마 후 탈퇴자로 취급했다. 호리우치 쓰네오는 일부 회원과의 갈등 끝에 자의적으로 탈퇴했다. 에노모토 기하치는 초기 회원이었지만 그 후 명구회 활동에도 거의 참여하지 않았기 때문에 제적 회원으로 취급받았다.
에나쓰 유타카는 자신과 관련된 불미스런 사건으로 인해 한때는 탈퇴자로 취급됐지만 현재는 회원으로 복귀했다. 또한 노무라 가쓰야도 야쿠르트 감독 취임 이후 거의 활동에 참여하지 않아 2000년대 후반에는 한때 회원 명단에서 이름이 지워졌지만 후에 복귀했고 사망 후에도 명예 회원으로 취급되고 있다.
- 투수

| 성명            | 투 | 승수 | 세이브수 | 달성일         | 달성 당시 연령 | 소속 구단           | 비고                            |
| --------------- | -- | ---- | -------- | -------------- | -------------- | ------------------- | ------------------------------- |
| 가네다 마사이치 | 좌 | 400  | -        | 1958년 6월 6일 | 24세 10개월    | 고쿠테쓰 → 요미우리 | 2019년 10월 6일 사망(향년 86세) |
| 호리우치 쓰네오 | 우 | 203  | -        | 1980년 6월 2일 | 32세 4개월     | 요미우리            |                                 |

- 야수

| 성명            | 타 | 안타수 | 달성일           | 달성 당시 연령 | 소속 구단                                 | 비고                            |
| --------------- | -- | ------ | ---------------- | -------------- | ----------------------------------------- | ------------------------------- |
| 에노모토 기하치 | 좌 | 2314   | 1968년 7월 21일  | 31세 7개월     | 마이니치(다이마이, 도쿄, 롯데) → 니시테쓰 | 2012년 3월 14일 사망(향년 75세) |
| 야자와 겐이치   | 좌 | 2062   | 1985년 10월 23일 | 38세 1개월     | 주니치                                    |                                 |

## 가입 자격을 갖춘 미가입자
오치아이 히로미쓰의 경우 2000안타를 달성할 당시에 가입을 고사했다. 알폰소 소리아노는 2013년에 미일 통산 2000안타를 달성하여 명구회 가입 조건에서도 기록을 달성하여 가입 자격을 얻었다. 또한 소리아노 본인도 명구회 가입에 적극적인 자세를 보였지만 일본 프로 야구에서는 통산 2안타에 그쳤고 그 후 메이저 리그에서 1998안타를 기록했다는 특수한 기록이었으므로 가입을 인정할지 여부가 2013년 12월 총회에서 논의될 것이라는 내용의 언론 보도가 있었다. 하지만 그 후 이렇다할 소식이 전혀없어 무산됐고 현 시점에서의 가입은 인정되지 않았다. 더욱이 다르빗슈 유는 정식으로 가입 의사를 밝히진 않았지만 현 시점에서는 가입 보류로 취급되고 있다.
- 투수(통산 200승 또는 250세이브 이상)

| 성명        | 투 | 승수                 | 세이브수 | 달성일          | 달성 당시 연령 | 소속 구단                     |
| ----------- | -- | -------------------- | -------- | --------------- | -------------- | ----------------------------- |
| 다르빗슈 유 | 우 | 203 (일 93 / 미 110) | -        | 2024년 5월 19일 | 37세 9개월     | 닛폰햄 → TEX → LAD → CHC → SD |

- 야수(통산 2000안타 이상)

| 성명              | 타 | 안타수                | 달성일          | 달성 당시 연령 | 소속 구단                         |
| ----------------- | -- | --------------------- | --------------- | -------------- | --------------------------------- |
| 오치아이 히로미쓰 | 우 | 2371                  | 1995년 4월 15일 | 41세 4개월     | 롯데 → 주니치 → 요미우리 → 닛폰햄 |
| 알폰소 소리아노   | 우 | 2097 (일 2 / 미 2095) | 2013년 8월 7일  | 37세 7개월     | 히로시마 → NYY 외                 |

## 가입 자격이 없는 기록 달성자
가입 자격이 ‘쇼와 시대 이후에 태어난 선수’이기 때문에 다이쇼 시대 이전에 태어난 아래의 기록 달성자는 이에 해당하지 않는다.
- 투수(통산 200승 또는 250세이브 이상)

| 성명              | 투 | 승수 | 세이브수 | 달성일           | 달성 당시 연령 | 소속 구단                               |
| ----------------- | -- | ---- | -------- | ---------------- | -------------- | --------------------------------------- |
| 빅토르 스타루힌   | 우 | 303  | -        | 1946년 10월 20일 | 30세 5개월     | 요미우리 → 퍼시픽 → 다이에이 → 다카하시 |
| 스기시타 시게루   | 우 | 215  | -        | 1957년 10월 23일 | 32세 1개월     | 주니치 → 다이마이                       |
| 나카오 히로시     | 좌 | 209  | -        | 1955년 8월 11일  | 35세 8개월     | 요미우리                                |
| 노구치 지로       | 우 | 237  | -        | 1948년 9월 3일   | 29세 7개월     | 쓰바사군 → 니시테쓰군 → 한큐            |
| 후지모토 히데오   | 우 | 200  | -        | 1955년 10월 11일 | 37세 4개월     | 요미우리 → 주니치 → 요미우리            |
| 벳쇼 다케히코     | 우 | 310  | -        | 1954년 6월 5일   | 31세 8개월     | 난카이 → 요미우리                       |
| 와카바야시 다다시 | 우 | 237  | -        | 1947년 11월 3일  | 39세 8개월     | 오사카 → 마이니치                       |

- 야수(통산 2000안타 이상)

| 성명              | 타 | 안타수 | 달성일          | 달성 당시 연령 | 소속 구단 |
| ----------------- | -- | ------ | --------------- | -------------- | --------- |
| 가와카미 데쓰하루 | 좌 | 2351   | 1956년 5월 31일 | 36세 2개월     | 요미우리  |

## 그 외
2006년에 통산 1904안타를 기록하여 현역에서 은퇴했던 마쓰나가 히로미가 전직 프로 야구 선수들로 구성된 프로 야구 마스터스 리그에서 96안타를 기록하여 현역 시절과 합산한 안타가 2000개가 됐다. 당시 명구회·마스터스 리그 쌍방의 규정으로 마스터스 리그에서의 기록이 일본 프로 야구 통산 기록과 합산돼 가입 자격을 얻으면 ‘명예 회원’으로서 정회원에 준하는 취급을 받는다고 규정돼 있었기 때문에 마쓰나가는 첫 명예 회원으로서 자격을 얻었다. 하지만 2009년에 마스터스 리그 중단이나 명구회 개편 등에 의해 이 규정은 흐지부지 되면서 현재 명구회 공식 홈페이지의 명예회원란에는 사망한 회원들로만 기재돼 있고, 마쓰나가의 이름은 기재돼 있지 않다.

### 주해
1. ↑  발족시부터 가입 자격에 ‘쇼와 태생’을 기점으로 한 생년의 조건이 있기 때문에 쇼와 시대 이전에 태어난(메이지·다이쇼 태생) 2000안타, 200승 달성자에게는 가입 자격이 주어지지 않았다. 해당 인물로는 가와카미 데쓰하루(다이쇼 9년생(1920년), 통산 2351안타), 스기시타 시게루(다이쇼 14년생(1925년), 통산 215승), 나카오 히로시(다이쇼 8년생(1919년), 통산 209승), 노구치 지로(다이쇼 9년생, 통산 237승), 빅토르 스타루힌(다이쇼 5년생(1916년), 통산 303승), 후지모토 히데오(다이쇼 7년생(1918년), 통산 200승), 벳쇼 다케히코(다이쇼 11년생(1922년), 통산 310승), 와카바야시 다다시(메이지 41년생(1908년), 통산 237승) 등이 있다.[1]
2. ↑  《슈칸 포스트》 2009년 12월 4일자에 게재된 기사(p.34-38)에서는 11월 12일에 구 사무소로부터의 이전 작업이 시작된 것과 11월 15일에 회원이나 관계자에게 이전 통지가 전달된 사실을 알렸다.
3. ↑  명구회 창설 당시 회원으로 오 사다하루나 장훈 등 일본 국적을 갖지 않은 사람이 있기 때문이다.
4. ↑  이를 강조하기 위해 NPB 구단에 입단하기 이전의 MLB 성적을 합산하는 것은 ‘일미 통산’이 아닌 편의상 ‘미일 통산’이라고 표현하는 경우가 있다. 예를 들어 알렉스 라미레스는 2012년에 미일 통산 2000안타를 기록했으나 가입 자격으로 인정받지 못했고 2013년 NPB에서만 통산 2000안타를 달성해 처음으로 가입이 인정됐다.
5. ↑  주요 선수로는 윌리 데이비스, 토니 페르난데스, 레지 스미스, 빌 매드록, 구스 고시지가 일본에서 활약할 당시에 이미 조건을 갖춘 상태였다. 또 워렌 크로마티, 로이 화이트, 매티 알로, 래리 패리시, 훌리오 프랑코, 호세 셀레스티노 로페스 등이 일본 진출 후 일본에서 뛰었고 이후 미일 통산 조건을 채웠다.
6. ↑  2025년 5월 24일에 아사무라 히데토가 통산 2000안타를 달성하여 헤이세이 시대에 태어난 선수로서는 처음으로 명구회 가입 자격을 얻게 됐다.
7. ↑  이 중 3안타는 투수 시절 등판 때 타석에 섰을 때의 친 것이다.
8. ↑  일본 야구계에 입단하기 이전에 MLB에서 86안타를 기록했다.

1. 1 2  양타 등록 경험 있다.

### 출전
1. ↑  “通算215勝の杉下茂さん、実は名球会会員ではなかった　その理由とは？”. 스포츠 닛폰. 2023년 6월 16일. 2023년 6월 22일에 확인함.
2. ↑  2011년 3월 7일 《관보》 호외 제44호 87페이지 ‘해체 공고’
3. ↑  “入会規定｜日本プロ野球名球会公式ホームページ”. 2021년 8월 24일에 확인함.
4. ↑  “【野球】２０００安打ラッシュとなるか。大記録まで残り１００本を切った５選手たち”. 데일리 스포츠 online. 2017년 5월 9일. 2022년 8월 23일에 확인함.
5. ↑  “2000安打より200勝が難しすぎ！　エース級のMLB流出で絶滅の危機。”. Number Web. 2018년 3월 20일에 확인함.
6. ↑  “神の領域？NPB通算200勝は達成可能なのか”. SPAIA. 2018년 3월 20일에 확인함.
7. ↑  “投手には厳しすぎ？名球会の入会資格は妥当といえるか”. Basseball Crix. 2018년 3월 20일에 원본 문서에서 보존된 문서. 2018년 3월 20일에 확인함.
8. ↑  “名球会“特例枠”設置を決議、王顧問「時代に合った形に変化を」”. 《Sponichi Annex》. 스포츠 닛폰 신문사. 2019년 12월 11일. 2019년 12월 12일에 확인함.
9. ↑  “名球会「特別枠」で今後入会が予想される候補　大野豊、三浦大輔、高橋慶彦、山田哲人ら”. 《스포츠 호치》. 호치 신문사. 2019년 12월 12일. 2019년 12월 12일에 확인함.
10. ↑  “藤川球児氏「誇らしく思う」上原浩治氏とともに特例で名球会入り”. 《데일리 스포츠 online》 (주식회사 데일리 스포츠). 2022년 12월 9일. 2022년 12월 9일에 확인함.
11. ↑  上原浩治さんと藤川球児さん 特例で名球会入り プロ野球 - NHK
12. ↑  藤川球児氏、上原浩治氏と特例枠で名球会「一緒に入れて誇らしい」阪神で現役終えた選手では村山実さん以来 - 스포츠 호치
13. ↑  “ソリアーノ、名球会入り「喜んで」日米2000H”. 산케이 스포츠. 2013년 8월 9일. 2013년 8월 11일에 원본 문서에서 보존된 문서. 2013년 8월 9일에 확인함.
14. ↑  “元広島ソリアーノ　日米２０００安打　日本２安打も名球会規定クリア”. 《Sponichi Annex》. 2013년 8월 9일. 2022년 8월 18일에 확인함.
15. ↑  “日米通算２００勝のダルビッシュ有の名球会ブレザー授与式はすぐに行わず　古田理事長が明言”. 산케이 스포츠. 2024년 5월 22일. 2024년 7월 13일에 확인함.
16. ↑  https://meikyukai.jp/members-honor/

## 같이 보기
- 성구회
- 일구회
- 500 홈런 클럽
- 3000 안타 클럽
- 300 승 클럽
- 일본 야구 전당